# Rusofilija
Rusofilija (prema ruskom jeziku: Русофильство) je prorusko raspoloženje. Također može biti pretjerano, iracionalno ili neopravdano idealiziranje ruskih političkih, kulturnih, povijesnih i drugih aktivnosti. Osobe koje podržavaju rusofiliju ili primjenjuju rusofilske metode smatraju se rusofilima. Rusofili se mogu doživljavati dvojako, u negativnom i pozitivnom kontekstu.
Rusofilija je posebno prisutna u pojedinim lokalnim i svjetskim medijima. Ponekad se primjećuje intenzivnije kod cijelih naroda poput Srba, Crnogoraca ili Grka, ali i indirektno kod pojedinačnih osoba koje iz različitih razloga i na različite načine imaju sklonosti veličati ruska politička, kulturna i druga stajališta. 
Nasuprot rusofiliji razvijena je rusofobija odnoso iracionalna ili neprimjerena netrpeljivost prema ruskoj politici (često kolonijalnoj), kulturi, povijesti i drugim elementima ruskog identiteta.

## Povijest rusofilije
Rusofilija se počinje razvijati širenjem Ruskog Carstva u sklopu politike kulturnog objedinjavanja koloniziranih teritorija i naroda. U 20. stoljeću njezino jačanje bilo je rezultat otpora prema lošim stereotipima o Rusiji koji su pristizali sa Zapada odnosno iz SAD-a u sklopu hladnog rata.

## Vanjske poveznice
The truth is that Americans cannot possibly begin to understand the depth of the Russian soul. - A Conversation with Robert Alexander, engleski jezik